# هیر (اردبیل)
عنوان‌ظاهری
هیر شهری در شهرستان اردییل استان اردبیل  در شمال غربی ایران است.

## تاریخچه
شهر هیر در زمان زرتشتیان دارای اهمیت بوده‌است. معنی نام هیر یعنی آتش از این رو می‌توان گفت ایرانیان در دوره زرتشت برای روشنایی احترام زیادی قائل بودند.

## جغرافیا
شهر هیر در جنوب و در ۲۳ کیلومتری شهرستان اردبیل قرار دارد و یکی از قطب‌های گردشگری در استان اردبیل محسوب می‌شود.
آب و هوای شهر هیر در پاییز و زمستان سرد است ولی در بهار و تابستان معتدل و گه گاهی گرم می‌شود.
در این شهر باغ‌های گیلاس آلبالو و… فراوان اند که به همین خاطر به شهر باغ‌های بهشتی معروف است.
این شهر هرساله گردشگران زیادی را به خود جلب می‌کند
اولین پل معلق تمام شیشه ای قوسی شکل جهان در این شهر قرار دارد .
در این شهر منطقه‌ای بسیار بکر و زیبا وجود دارد که پر از باغهای میوه است و رودی از میان این باغها عبور می‌کند این منطقه در پشت کوه‌های این شهر واقع شده‌است که به بهشت پنهان شهر هیر (دربند) مشهور است.از جاذبه های گردشگری و تفریحی هیر میتوان به پل معلق شیشه ای هیر کرد.
به علت توریستی و زیبا بودن این شهر خانه ها و ویلاهای بسیار زیبایی ساخته شده.در خیابان شهر هیر نیز مملو از درخت گیلاس میباشد.
از دیگر نقاط گردشگری در هیر بجز پل معلق شیشه ای و دربند میتوان از دریاچه نئور نیز نام برد که دریاچه ای روی قله کوه باغرو میباشد که در زمستان یخ میزند و آب بسیار شفاف و زلال و خنکی دارد که دارای ماهی قزل آلا رنگین کمان نیز میباشد و بسیار طبیعت چشم نواز دارد.
کوه های اطراف شهر هیر پر از گیاهان دارویی خاص و کمیاب میباشد
شهر هیر مملو از چشمه های آب شیرین و آبشارهای طبیعی میباشد به طوری که آب لوله کشی منازل نیز از آب همین چشمه ها توسط سازمان آب تغذیه میشود و بسیاری از مردم اردبیل به این شهر می آیند و آب خوراکی و مصرفی خود را از هیر میبرند
از مناطق قدیمی و تاریخی هیر میتوان از قلعه تاریخی هیر با قدمت بیش از سه هزار سال و مسجد جامع و عباسیه و حسینیه هیر و بازار هیر نام برد
از ورزشکاران هیر نیز میتوان از پیمان ماهری پور هیر قهرمان قویترین مردان جهان و علی لطیفی هیر بازیکن اسبق تیم ملی فوتبال ایران نام برد و همچنین مداح معروف استان اردبیل آقای بهروز سیفی هیر نیز ساکن این شهر میباشد
و همچنین بخش هیر دارای دانشگاه و مدارس و آموزش پرورش و اداره گاز و آب و برق و مخابرات و شهرداری و بخشداری و فرمانداری و بانک و پاسگاه و کلانتری و بهداشت و درمانگاه می باشد و هفتاد روستای مجاور هیر نیز برای انجام امور به هیر می آیند و شهر مرکزیت روستاها و بخش های اطراف میباشد

## مردم
شغل اصلی مردم این شهر غالبا زنبورداری و کشاورزی است.